# زوراء
زوراء نامی است که در روایات اسلامی بر روی یکی از دو شهر بغداد و ری و یا تهران گذاشته شده است و در آخرالزمان قبل از ظهور مهدی در خصوص آن وعده عذاب داده شده است. 

## واژه‌شناسی
«زوراء» در زبان عربی از ماده «زَور» به معنای کژی و انحراف، ریشه می گیرد. بغداد را به این دلیل زوراء نامیده اند که مسیر رود دجله، نرسیده به این شهر منحرف می شود.

## کاربرد زوراء در خصوص طهران
زوراء هموزن شوراء از ریشه "زور" به معنی کمان، قدح و انحراف بوده است. 
عذاب‌های وعده داده شده در خصوص طهران:
1. شمشیر
2. خسف (فرورفتن در زمین)
3. قذف (به معنی انداختن، سنگ‌باران شدن، همانند عذاب قوم لوط که در قرآن"علم الکتاب" ذکر شده است.)
4. مسخ (تغییر شکل انسان به صورت حیوان)

## کاربرد زوراء در خصوص ری و تهران
امام جعفر صادق (ع) در حدیثی به طور خاص به ناحیه‌ای که اکنون شهر تهران قرار دارد اشاره کرده است. معاویه پسر وهب گوید: حضرت امام صادق (ع) از من پرسیدند: آیا زوراء را می شناسی؟ گفتم فدایت شوم می گویند که بغداد است. امام (ع) فرمود: خیر. سپس فرمود: آیا وارد شهر ری شده ای؟ گفتم: آری. فرمود: به بازار چارواداران رفته ای؟ گفتم: آری. فرمود: کوه سیاه را در سمت راه اصلی دیده ای؟ آنجا زوراء است. 
عذاب‌های وعده داده شده در خصوص ری و تهران:
1. کشته شدن عده بسیار زیاد و در برخی روایات هشتاد هزار نفر